# Rebecka Bohlin
Rebecka Anna Therese Bohlin, född 1971 i Göteborg, är en svensk journalist och författare, och sedan 2020 chefredaktör för ETC nyhetsmagasin. Hon skriver bland annat om ämnen som klimathotet, hållbart byggande och arbetsmarknaden.

## Biografi
Bohlin började sin verksamhet som skribent på Strömstads tidning på 1990-talet. År 2000 anställdes hon på den syndikalistiska tidningen Arbetaren, och var där chefredaktör tillsammans med Rikard Warlenius mellan 2004 och 2009. Under denna tid var hon redaktör för boken XX - Feministiska samtal, idéer och utbrott. Under 10-talet var hon frilansjournalist samt gav ut böckerna De osynliga: om Europas fattiga arbetarklass (2012),  Bit inte ihop! Sätt gränser på jobbet (tillsammans med Sara Berg) (2013), samt Tackla hatet Om näthat, hot – och hur du skyddar dig, (2016). 
Bohlin medverkade i programmet Historieätarna den 19 december 2016, vilket gav upphov till två anmälningar till Granskningsnämnden för radio och tv för påstådda sakfel i hennes uttalade kritik mot rut- och rot-avdrag. Granskningsnämnden friade de anmälda inslagen.
År 2017 blev hon nyhetschef för Dagens ETC, och sedan april 2020 är hon chefredaktör för ETC nyhetsmagasin, en röd-grön veckotidning som fokuserar på nyheter, analys – och hopp, grundad av Johan Ehrenberg. 
År 2017 gav Bohlin ut Fem härskartekniker: femtio motståndsstrategier. Hon anknyter till analysen och teoribygget av Berit Ås om de fem härskarteknikerna från slutet av 1960-talet, men vidgar tillämpningen, från att huvudsakligen betrakta relationen mellan kvinnor och män, till att fånga upp relationen mellan chefer och anställda, queera och straighta samt antirasistiska sammanhang, och spänna över allt från sociala småsintheter till sexuella trakasserier. Bohlins fokus ligger på arbetsplatsen och beskriver ett slags vett och etikett för arbetstagare, där hon betonar vikten av att sätta ord på sin upplevelse och organisera sig fackligt - och gärna en rejäl psykosocial skyddsrond.
Bohlin är även instruktör i feministiskt självförsvar och leder kurser under namnet "Bit inte ihop!".